# توماس رونسرو
توماس رونسِرو با نام کامل توماس گومِز دیاز رونسِرو ( کاستیلی : Tomás Gómez-Díaz Roncero) زاده ۹ مِی ۱۹۶۵ در ویلاروبیو دِ لوس اُجوس در استان سیوداد رئال واقع در بخش خودمختار کاستیلا-لامانچا، یک روزنامه‌نگار ورزشی اسپانیایی است.

رونسِرو همچنین به عنوان مفسر در برنامه کاروسِل دپورتیوو در رادیو کادِنا سِر و ال چیرینگیتو دِ جوگونِس در شبکه مِگا، حاضر می‌شود.
وی از هوادارن متعصب رئال مادرید است.